# Stazione di Narita Aeroporto Terminal 2
La stazione di Narita Aeroporto Terminal 2 (空港第２ビル駅?, Narita kūkō dainibiru-eki) è una stazione ferroviaria situata nell'area della città di Narita, nella prefettura di Chiba, in Giappone, e serve il terminal 2 dell'aeroporto Internazionale Narita. La stazione è servita dalla linea Narita della JR East e dalle linee Keisei principale e linea Keisei Narita Aeroporto.

## Linee e servizi
East Japan Railway Company
■ Linea Narita Aeroporto
 Ferrovie Keisei
■ Linea Keisei principale
■ Linea Keisei Narita Aeroporto (Keisei Narita Sky Access)

## Struttura
La stazione è separata in due aree distinte, una per la linea Narita di JR e una per le ferrovie Keisei. Già al livello del mezzanino i tornelli di accesso sono separati. La linea JR dispone di un solo binario passante utilizzato in entrambe le direzioni, mentre le linee Keisei dispongono di una banchina a isola con due binari.
| Gestore | Binari         | Linea                             | Direzione                 | Destinazioni                                                                                         |
| ------- | -------------- | --------------------------------- | ------------------------- | --- |
| JR      |                | ■ Linea Narita ■Linea Sōbu Rapida | Tokyo                     | per Tokyo, Shinjuku, Shibuya e Yokohama                                                              |
| JR      | ■ Linea Narita | Aeroporto                         | per Narita Aeroporto T. 1 | |
| Keisei  | 1              | ■ Linea Keisei Narita Aeroporto   | Tokyo                     | via linea Hokusō per Nippori, Keisei Ueno, Oshiage, linea Asakusa e linea Keikyū principale          |
| Keisei  | 2              | ■ Linea Keisei Narita Aeroporto   | Aeroporto                 | per Narita Aeroporto T. 1                                                                            |
| Keisei  | 3              | ■ Linea Keisei principale         | Tokyo                     | per Keisei Narita, Keisei Funabashi, Nippori, Ueno, Oshiage, linea Asakusa e linea Keikyū principale |
| Keisei  | 4              | ■ Linea Keisei principale         | Aeroporto                 | per Narita Aeroporto T. 1                                                                            |

## Stazioni adiacenti
| «                              | Servizio                     | »                     |
| Linea Narita                   | Linea Narita                 | Linea Narita          |
| ------------------------------ | ---------------------------- | --------------------- |
| Narita                         | Locale Rapido Airport Narita | Narita Aeroporto T. 1 |
| Linea Keisei principale        |                              |                       |
| Keisei Narita                  | Tutti i treni                | Narita Aeroporto T. 1 |
| Linea Keisei Narita Sky Access |                              |                       |
| Narita Yugawa                  | Tutti i treni                | Narita Aeroporto T. 1 |